# ديك راي
ريتشارد ديك راي (Richard "Dick" Ray)، لاعب كرة قدم ومدرب بريطاني، ولد سنة 4 فبراير 1876 في نيوكاسل بإنجلترا وتوفي في 28 ديسمبر 1952 في ليدز بإنجلترا.

## تاريخه
لعب ديك راي مع عدة أندية إنجليزية منها:
- ماكليس فيلد تون
- بورسلم بورت فالى
- مانشسترسيتى
- ستوك بورت كانترى
- شيستر فيلد
- ليدز سيتى الذي أصبح فيما بعد نادي ليدز

كان أول مدير لنادي ليدز يونايتد وأيضا كان مدير لنادي دونكيستر روفر ونادي برادفورد سيتى.